# كيلي أوهارا
كيلي أوهارا (ولدت 4 أغسطس 1988)، هي لاعبة كرة قدم أمريكية دولية. فازت بكأس العالم 2015 مع المنتخب الأمريكي، وحصلت على الميدالية الذهبية في أولمبياد 2012. تلعب كيلي في مركز الظهير الأيمن والأيسر، لإجادتها اللعب بكلا قدميها، وتجيد اللعب في مركز متقدم.
درست كيلي في جامعة ستانفورد وتخصصت في العلوم والتكنولوجيا والمجتمع مع تركيز في الهندسة البيئية. انضمت إلى المنتخب الأمريكي الأول في 2010، وتلعب حاليا مع نادي سكاي بلو في الدوري الأمريكي للسيدات.

## النشأة
ولدت كيلي في فايتيفيل (جورجيا)، والديها هما دان وكارين أوهارا. نشأت كيلي في مدينة بيتشتري سيتي، وتخرجت من ثانوية ستار ميل في مقاطعة فاييت (جورجيا). حيث لعبت هناك أربع سنوات مع الفريق المنافس، وكانت كابتن الفريق في سنتها الأخيرة. ساعدت فريق مدرستها في الحصول على بطولة الولاية (5A) في 2006، بتسجيلها 20 هدفا وصناعة 16. انضمت للفريق المثالي الصادر من مجلة بريد لسنتين متتاليتين، وكانت في فريق الولاية لمدة أربع سنوات. في 2006، سمتها صحيفة أتلاتنا لاعبة السنة، وأفضل لاعبة في ولاية جورجيا. خلال تلك الفترة، تم استدعاء كيلي للعب في منتخب أمريكا تحت 16 في 2004. ولعبت في كأس العالم تحت 17 مع منتخب الناشئين في نفس السنة.

### ستانفورد كاردينال (2006–09)
حصلت كايلي على منحة للدراسة في جامعة ستانفورد، وترتب على هذا انضمامها لفريق ستانفورد كاردينال. حيث قادت الفريق في موسم 2006، بتسجيلها 9 أهداف، لتساعد فريقها في الوصول إلى الجولة الثالثة من بطولة الرابطة الوطنية لرياضة الجامعات.
خلال سنتها الثالثة في الفريق، تقدمت ستانفورد في كأس الكلية للمرة الأولى منذ عام 1993. حيث تغلب الفريق على بطل 2005 بورتلاند في ربع النهائي سنة 2008. سنتها الأخيرة في الجامعة كانت هي الأبرز في تاريخ الدرجة 2، حيث سجلت 26 هدف وصنعت 13. وترتب على هذا، حصولها على جائزة هرمان السنوية المخصصة لأفضل لاعب ولاعبة في كليات الولايات المتحدة. أنهت مسيرتها المميزة مع ستانفورد بتسجيل 57 هدف وصناعة 32، رقم قياسي في ذلك الوقت.

## المسيرة مع الأندية
بعد تخرجها من جامعة ستانفورد، لعبت كيلي ست مباريات مع نادي بالي بلوز في دوري الهواة خلال صيف 2009، وسجلت أربع أهداف.

### (2010–2011)
كانت كيلي الخيار الثالث في الجولة الأولى من درافت 2010 لفريق إف سي قولد برايد، وبالإضافة لقرب النادي من جامعة كيلي السابقة، فإن مدرب قولد برايد سبق له تدريب كيلي في جامعة ستانفورد سنة 2008.
حقق النادي أداء مبهر في موسم 2010، وأنهى الموسم في المرتبة الأولى بعد تغلبه على نادي فيلادلفيا 4_1 حيث تناوب كل من مارتا وكيلي أوهارا وكرستين سينكلير على تسجيل الأهداف.
بعد الفوز بدرع الدوري، استحق قولد برايد مكان في البلاي اوف. حيث لعب ضد نادي فيلادلفيا في النهائي، واستطاع التغلب عليه ليفوز ببطولة الكأس. وعلى الرغم من النجاح المذهل للفريق، إلا أنه في 16 نوفمبر 2010 تم إغلاق النادي بسبب العجز المالي.
بعد إغلاق نادي قولد برايد، وقعت كيلي مع نادي بوسطن بريكرز، وسجلت 4 أهداف في 14 مباراة مع النادي في موسم 2011. مع نهاية الموسم، قررت كيلي العودة لمسقط رأسها، وأعلنت يوم 5 يناير 2012 أنها ستلعب مع نادي أتلانتا، إلا أن الدوري تم إيقافه قبل بداية الموسم.

### (2013–الوقت الحالي)
انضمت كيلي إلى نادي سكاي بلو في 11 يناير 2013، في الدوري الوطني الجديد. وكان مدرب النادي جيم غابارا يرغب بوضعها في مركز الهجوم، بعد أن كانت تلعب في مركز الظهير مع المنتخب الأمريكي. بدايتها لم تكن جيدة مع النادي، لعبت 12 مباراة وصنعت هدف في موسم 2013، قبل أن تتعرض لإصابة في الكاحل في أغسطس 2013 أبعدتها عن الملاعب لمدة 6 أشهر.
أصبحت كيلي أفضل هدافة للفريق في موسم 2014، حيث سجلت 7 أهداف مناصفة مع ناديا نديم وصنعت 5، لكن الفريق لم يصل لمرحلة المربع الذهبي. في المواسم مابين 2015 و2017 رجعت كيلي لمركز الظهير، حيث لعبت في هذه الفترة 41 مباراة وسجلت 8 أهداف.
حصل نادي يوتا رويلز على كيلي أوهارا في صفقة تبادل مع سكاي بلو في 29 ديسمبر 2017، ووضعتها هذه الصفقة في نفس الخط الدفاعي بجانب زميلتها في الفريق الوطني بيكي ساوربورن. وكانت كيلي قد سجلت 15 هدفاً في 75 مباراة في تلك السنوات الخمس التي قضتها مع نادي سكاي بلو.

## المسيرة مع المنتخب

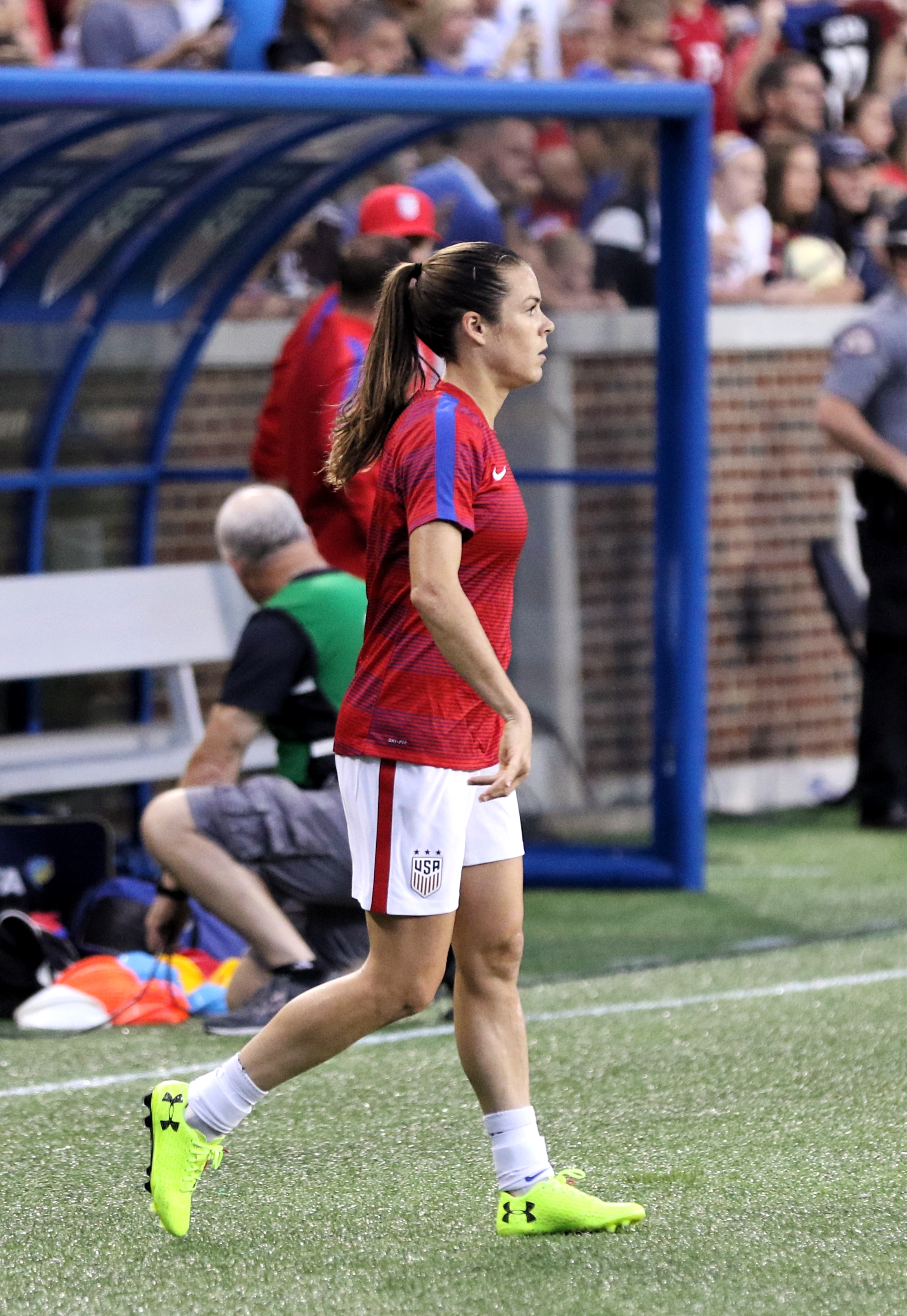
كيلي أوهارا مع المنتخب الأمريكي عام 2017

### الفئات السنية (2005-2010)
مثلت أوهارا منتخب الولايات المتحدة في جميع مراحل الفئات السنية من عام 2005 وحتى عام 2010. سجلت 24 هدفا في 35 مباراة مع المنتخبات تحت ال20، وهي في المرتبة الثالثة كأكثر لاعبة تسجيلا للأهداف في هذه الفئة العمرية. كانت في صفوف منتخب الولايات المتحدة الذي حصل على المركز الرابع في منافسات كأس العالم 2006 للسيدات تحت 20 في روسيا. سجلت كيلي هدفين في البطولة: واحد ضد الكونغو (حيث حصلت على لاعبة المباراة) والآخر ضد ألمانيا. كانت أيضا أول لاعبة في البطولة يتم طردها من اللعبة، حيث حصلت على بطاقتين صفراء في المباراة ضد الأرجنتين.
انضمت أوهارا للمنتخب الوطني تحت-20 للمشاركة في دورة الألعاب الأمريكية عام 2007. سجلت أربعة أهداف في تلك البطولة، ضد باراغواي، وبنما، والمكسيك. الولايات المتحدة كانت قد أرسلت منتخبها الشاب للمشاركة في البطولة، واستطاعت كيلي أن تصل للمباراة النهائية، لكن المنتخب خسر 0-5، ضد المنتخب البرازيلي الأول الذي كان يلعب بكامل عناصره خاصة بوجود أفضل لاعبة في العالم ذلك الوقت مارتا.
عادت كيلي أوهارا إلى المنتخب الأمريكي تحت 20 في فبراير 2008، لتلعب في بطولة الأمم في شيلي. آخر ظهور لها مع منتخب تحت 20 كان في يوليو 2008، في بطولة الكونكاف في بويبلا، المكسيك، حيث ساعدت المنتخب للتأهل إلى كأس العالم 2008 لمنتخبات تحت 20. لم تلعب مع المنتخب في كأس العالم وإنما بقيت مع فريق ستانفورد في المعسكر الإعدادي لموسم الرابطة الوطنية لرياضة الجامعات.

### المنتخب الوطني (2008–الآن)
تم إستدعاء كيلي للانضمام لمعسكر الفريق الأول في ديسمبر 2009، ولعبت أول مباراة مع المنتخب في مارس 2010، حيث دخلت كبديلة مكان هيذر أورايلي خلال مباراة ودية ضد المكسيك.

## وصلات خارجية
- كيلي أوهارا على موقع الاتحاد الدولي (مؤرشف)  (الإنجليزية)
- كيلي أوهارا على موقع الاتحاد الأوربي (الإنجليزية)
- كيلي أوهارا على موقع قاعدة بيانات كرة القدم.إي يو (الإنجليزية)
- كيلي أوهارا على موقع Soccerway.com (الإنجليزية)
- كيلي أوهارا على موقع اللجنة الأولمبية الدولية (الإنجليزية)
- كيلي أوهارا على موقع أوليمبيديا (الإنجليزية)
- كيلي أوهارا على موقع اللجنة الأولمبية والبارالمبية الأمريكية (الإنجليزية)
- كيلي أوهارا على إنستغرام
- kohara19 على تويتر.